# Alcalái Szent Didák
Alcalái Szent Didák (spanyolul: Diego de Alcalá) (San Nicolás del Puerto, 1400. – Alcalá de Henares, 1463. november 12.) spanyol ferences rendi szerzetes, aki a Kanári-szigetek meghódítása után az első misszionáriusok között érkezett a szigetekre. 1463. november 12-én halt meg a spanyolországi Alcalá de Henares városában. A katolikus egyház szentként tiszteli.
V. Szixtusz pápa avatta szentté 1588-ban, a fel nem szentelt ferences testvérek védőszentje.